# Vazeilles-près-Saugues
Vazeilles-près-Saugues – miejscowość i dawna gmina we Francji, w regionie Owernia-Rodan-Alpy, w departamencie Górna Loara. W 2013 roku jej populacja wynosiła 40 mieszkańców. 
W dniu 1 stycznia 2016 roku z połączenia dwóch ówczesnych gmin – Esplantas oraz Vazeilles-près-Saugues – utworzono nową gminę Esplantas-Vazeilles. Siedzibą gminy została miejscowość Esplantas. 